# Inga coragypsea
Inga coragypsea é uma espécie vegetal da família Fabaceae.
Pequena árvore conhecida por duas coleções botânicas, que foram coletados entre 1.800 e 1.900 metros de altitude, no Deparmento de Santander del Sur, na Colômbia.